# Гаївська сільська рада (Кременецький район)
Гаї́вська сільська́ ра́да — адміністративно-територіальна одиниця та орган місцевого самоврядування у Кременецькому районі Тернопільської області. Адміністративний центр — село Гаї.

## Загальні відомості
- Територія ради: 57,63 км²
- Населення ради: 1 978 осіб (станом на 2001 рік)

## Населені пункти
Сільській раді були підпорядковані населені пункти:
- с. Гаї
- с. Града
- с. Діброва
- с. Кімната

## Склад ради
Рада складалася з 16 депутатів та голови.
- Голова ради: Антонюк Людмила Григорівна
- Секретар ради: Шеремета Людмила Володимирівна

### Керівний склад попередніх скликань
| Прізвище, ім'я, по батькові | Основні відомості                                                                                  | Дата обрання | Дата звільнення |
| --------------------------- | -------------------------------------------------------------------------------------------------- | ------------ | --------------- |
| Антонюк Людмила Григорівна  | Сільський голова, 1969 року народження, освіта вища, член Всеукраїнського об'єднання «Батьківщина» | 26.03.2006   | 31.10.2010      |
| Антонюк Людмила Григорівна  | Сільський голова, 1969 року народження, освіта вища, член Всеукраїнського об'єднання «Батьківщина» | 31.10.2010   |                 |

Примітка: таблиця складена за даними сайту Верховної Ради України

### Депутати
За результатами місцевих виборів 2010 року депутатами ради стали:

#### За суб'єктами висування
| Суб'єкт висування | Кількість обраних депутатів | %   |
| ----------------- | --------------------------- | --- |
| Самовисування     | 16                          | 100 |

#### За округами
| № округу | Прізвище, ім'я, по батькові    | Дата визнання обраним | Освіта           | Партійна приналежність                        | Відомості про обраного депутата                      |
| -------- | ------------------------------ | --------------------- | ---------------- | --------------------------------------------- | ---------------------------------------------------- |
| 1        | Стрижак Марія Василівна        | 01.11.2010            | середня          | член Всеукраїнського об'єднання «Батьківщина» | тимчасово не працює                                  |
| 2        | Бабійчук Петро Іванович        | 01.11.2010            | середня          | член Єдиного Центру                           | тимчасово не працює                                  |
| 3        | Бочелюк Микола Всеволодович    | 01.11.2010            | вища             | позапартійний                                 | Кременецький цукровий завод, гол.енергетик           |
| 4        | Олексюк Роман Володимирович    | 01.11.2010            | середня          | член Всеукраїнського об'єднання «Батьківщина» | ПП «Олексюк», підприємець                            |
| 5        | Юсипів Надія Василівна         | 01.11.2010            | вища             | позапартійна                                  | Кімнатецькийдитсадок, завідувачка                    |
| 6        | Бобрик Анатолій Васильович     | 01.11.2010            | середня          | позапартійний                                 | Гаївська с. рада, землевпорядник                     |
| 7        | Богута Василь Борисович        | 01.11.2010            | середня          | позапартійний                                 | ПП «Богута», підприємець                             |
| 8        | Гонтарук Андрій Володимирович  | 01.11.2010            | середня          | позапартійний                                 | тимчасово не працює                                  |
| 9        | Ткачук Андрій Іванович         | 01.11.2010            | незакінчена вища | позапартійний                                 | Кременецький педінститут, студент                    |
| 10       | Мидлик Володимир Васильович    | 01.11.2010            | незакінчена вища | позапартійний                                 | Острозька академія, студент                          |
| 11       | Шеремета Людмила Володимирівна | 01.11.2010            | вища             | позапартійна                                  | Гаївська сільська рада, секретар                     |
| 12       | Казмірук Микола Степанович     | 01.11.2010            | середня          | позапартійний                                 | тимчасово не працює                                  |
| 13       | Солоненко Ольга Євгенівна      | 01.11.2010            | середня          | позапартійна                                  | Гаївська сільська рада, інспектор військового обліку |
| 14       | Росоловський Іван Васильович   | 01.11.2010            | вища             | позапартійний                                 | Дочірне підприємство"Євроферма", агроном             |
| 15       | Голуб Василь Анатолійович      | 01.11.2010            | середня          | позапартійний                                 | Кременецьке ЗАТ «Молоко», збиральник молока          |
| 16       | Ющишин Сергій Михайлович       | 01.11.2010            | незакінчена вища | позапартійний                                 | Рівненський національний УВГ, студент                |